# Limanowa
Limanowa (in tedesco Ilmenau) è una città polacca del distretto di Limanowa nel voivodato della Piccola Polonia.
Ricopre una superficie di 18,64 km² e nel 2010 contava 15 146 abitanti.